# The Colonel's Bequest
The Colonel's Bequest is een avonturenspel van Sierra On-Line uit 1989 en kwam uit voor Amiga, Atari ST en MS-DOS. Het spel werd gemaakt met de SCI-engine. Het spel ondersteunt nog geen echte point-and-click: hoewel de muis kan worden gebruikt om onder andere een omschrijving te krijgen van objecten, dienen alle commando's via het toetsenbord te worden ingetypt. Een sequel verscheen in 1992: The Dagger of Amon Ra

## Verhaal
Laura Bow studeert journalistiek aan de Tulane University. Ze is de dochter van detective John Bow. Ze wordt door haar vriendin Lillian uitgenodigd om het weekend door te brengen op de voormalige suikerplantage van haar oom Henri Dijon, een voormalig kolonel. De plantage is gelegen op een eiland. De teruggetrokken, kinderloze Dijon heeft dat weekend zijn familie samengeroepen om zijn testament voor te lezen. De gemoederen verhitten en de kibbelpartijen leiden tot een moord.
Laura gaat op onderzoek en ontdekt de familiegeheimen en de uiteindelijke moordenaar. Ook is er een mogelijkheid om op zoek te gaan naar een verborgen familieschat.

## Spelbesturing
Hoewel het spel wordt omgeschreven als een avonturenspel kan het worden uitgespeeld zonder ook maar een puzzel op te lossen. Sierra On-Line heeft in het spel wel een puntensysteem ingebouwd. Bedoeling is om een zo hoog mogelijke score te behalen en dat is enkel mogelijk door alle puzzels op te lossen en zoveel mogelijk informatie over de familie te vergaren.
Het spel is gekoppeld aan een klok die per kwartier werkt. Naargelang het uur zal een bepaald personage al dan niet aanwezig zijn op een bepaalde locatie.
Zoals in de meeste avonturenspellen van Sierra On-Line kan Laura komen te sterven. Zo zijn er drie scènes waarin Laura door de moordenaar kan worden gegrepen en gewurgd. In een andere scène bestaat een mogelijkheid dat Laura in de douche wordt neergestoken.

## Personages
| Personage           | Omschrijving |
| ------------------- | --- |
| Laura Bow           | Een studente journalistiek die onverwacht in een moordzaak terechtkomt. |
| Lillian Prune       | Een medestudente van Laura. Haar vader stierf toen ze nog een kind was. Ze is de dochter van Ethel. Lillian nodigt Laura uit op de voormalige suikerplantage van haar oom Henri Dijon. |
| Kolonel Henri Dijon | Een rijke, excentrieke bejaarde man. Hij vocht in de Spaans-Amerikaanse Oorlog. Hij woont op een eiland waar vroeger een suikerplantage was die werd onderhouden door slaven.          |
| Ethel Prune         | De alcoholverslaafde zus van Henri Dijon en moeder van Lillian. |
| Gertrude Dijon      | Ze is de moeder van Gloria en Rudy. Ze was getrouwd met Henri's broer, maar deze is inmiddels overleden.                                                                               |
| Gloria Swansong     | De dochter van Gertrude. Ze was een Hollywood-actrice, maar geraakte in de problemen nadat ze ziek werd.                                                                               |
| Rudolph Dijon       | De zoon van Gertrude. Hij is een vrouwenversierder en fervent gokker. |
| Clarence Sparrow    | De advocaat van Henri. Hij had ooit een relatie met Gloria. |
| Dr. Wilbur C. Feels | De kinesist van de kolonel. |
| Fifi                | De sexy meid, met Franse roots, van de kolonel. Ze "serveert" de kolonel (en in het geheim ook Jeeves).                                                                                |
| Jeeves              | De spraakzame butler die een geheime relatie heeft met Fifi. |
| Celie               | De Afro-Amerikaanse kokkin van de kolonel. Haar ouders werkten vroeger als slaven in de suikerplantage.                                                                                |

## Ontvangst
| Beoordeeld door  | Jaar | Platform | Score |
| ---------------- | ---- | -------- | ----- |
| Tilt             | 1990 | DOS      | 90%   |
| Jeuxvideo.com    | 2010 | DOS      | 85%   |
| Jeuxvideo.com    | 2010 | Amiga    | 85%   |
| Jeuxvideo.com    | 2010 | Atari ST | 85%   |
| Adventure Gamers | 2003 | DOS      | 80%   |
| The One          | 1990 | DOS      | 80%   |
| Amiga Joker      | 1990 | Amiga    | 71%   |
| Quandary         | 2004 | DOS      | 70%   |
| ST-Computer      | 1991 | Atari ST | 60%   |
| Amiga Power      | 1991 | Amiga    | 33%   |